# Zamba

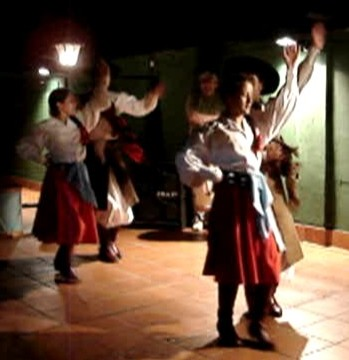
Distintas parejas bailando una zamba.

La zamba es un género musical y danza de pareja suelta independiente, de amplia dispersión geográfica en Argentina, que se baila intensamente en el norte y oeste del país. Fue propuesta como danza nacional de Argentina.

## Origen y denominación
Los musicólogos coinciden en parte que proviene de la zamacueca, surgida a fines del siglo XVIII y comienzos del XIX en Lima, Perú.  
La denominación "zamba" se refiere al término que se aplica a los individuos hijos de una persona amerindia y otra negra.

## Historia
Las primeras referencias sobre la Zamba corresponden al primer cuarto del siglo XIX, aunque todo indica que ya contaba por entonces con varias décadas de antigüedad, situándose entonces su surgimiento en el siglo XVIII. Esto da por tierra con la versión que sostiene que procedería de la Zamacueca sino más bien todo lo contrario, sería la Zamba la madre de la Zamacueca ya que esta última se sabe surgida en los años 1820's.  El músico y compositor chileno de la época José Zapiola Cortés escribió en sus memorias: «Respecto a los bailes de chicoteo, recordamos que por los años de 1812 y 1813 la zamba y el abuelito eran los más populares; ambos eran peruanos (ortografía original)». Posteriormente, en su entrada del 5 de septiembre de su Diario de mi residencia en Chile en 1822, la inglesa Maria Graham escribió: «De vuelta a Ñuñoa encontramos a nuestros amigos entretenidos en danzar. Habían conseguido un par de músicos y bailaban minués y danzas populares españolas, quizás las más graciosas del mundo. Las que me gustaron fueron el cuando y la zamba, bailadas y cantadas con más expresión y entusiasmo que lo que permiten las costumbres de la ciudad, pero sin salir de los límites del decoro».
La zamba entonces, nacida en Lima, llega a la Argentina entre 1825 a 1830, por dos vías, de la capital peruana pasa a los salones de Jujuy, Salta y Tucumán, y de Chile a los salones de Mendoza.

## Características

### Ritmo
Su ritmo es motivo de controversia, porque hay algunos músicos que la definen como una danza puramente en compás de 6/8, mientras que otros como el músico Juan Falú consideran que en realidad es una danza de ritmo mixto, con una base en 3/4 y una melodía en 6/8, mientras que hay otros, como Adolfo Ábalos o Hilda Herrera que sostienen que ésta es una danza puramente en 3/4.

### Coreografía

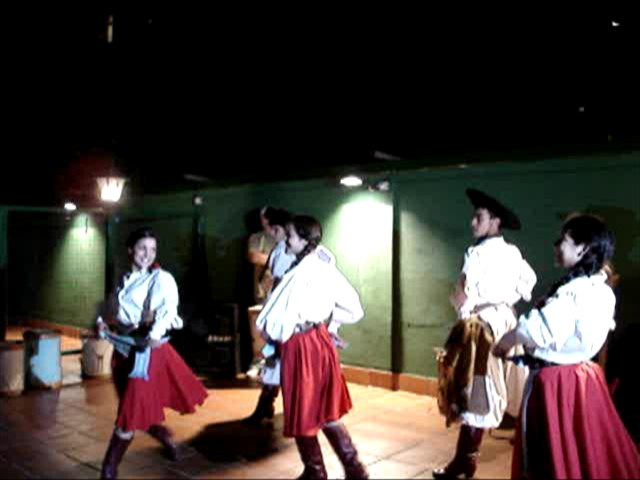
Foto de una zamba.

Esta danza se puede dividir en dos tramos o sinopsis coreográficas, que son cada uno lugar propio para los bailarines, mujer y hombre. Carlos Vega realizó muchas recopilaciones de la zamacueca en varias de sus formas (cueca cuyana, cueca norteña) en su libro publicado en 1953, la cual establece como coreografía general de las variantes la siguiente secuencia compuesta por los tres figuras o elementos coreográficos principales:
- a) Vuelta entera: los bailarines hacen un recorrido, que inician cada uno en su lugar individual, para pasar por el del compañero; y esto se completa con el retorno al lugar propio del inicio.
- b) Media vuelta: los bailarines pasan de su sector al otro (cambian de posiciones); y así describen una semicircunferencia en su recorrido.
- c) Arresto: (o "Festejo") los movimientos de los bailarines se realizan generalmente en el espacio central, con giros en ambos sentidos, donde el hombre en general corona a la dama con los movimientos del pañuelo.

Dichos elementos se conjugan en dos tramos de la partitura, que son indicados líricamente por los intérpretes musicales: "primera" y "segunda". La forma musical de las zambas (por lo menos de las argentinas) es binaria precedida de una introducción. Comienza siempre con una introducción de 8 o 9 compases que en muchos casos se avisa antes diciendo "se va la primera" o "primerita" o algo por el estilo, el noveno compás muchas veces es un agregado para dar el aviso "adentro" que indica que se va a comenzar la danza. Le sigue el primer tema que consta de 12 compases los cuales están divididos en tres partes de 4 compases cada uno: antecedente (4 c.)- consecuente no conclusivo en la armonía (4c.)(en muchos casos o queda en dominante o resuelve en tónica que después se vuelve dominante para ir a la variante del consecuente)- variante del consecuente (4c.) que esta vez si conclusivo (tónica). luego se pasa al segundo tema o estribillo el cual tiene la misma forma que el primer tema. luego se repite la misma forma desde la introducción pero antes aclarando que "se va la segunda".
La coreografía, después de la introducción, sigue este ordenamiento:
Arrestos: (16 pasos), con pañuelo, en el centro, ídem 2. Describen cada arresto y la salida en una serie de cuatro pasos.
- Primer arresto: hacia la izquierda. Salen con el pie izquierdo. Unen casi sus pañuelo extendidos casi a la altura del rostro de la dama, tomándolo con ambas manos y dándoles una ligera caída hacia el lado del avance izquierdo.
- Segundo arresto: hacia la derecha, salen con el pie derecho llevando el pañuelo hacia el mismo lado.
- Tercer arresto: contrario 2

Salida: hacia la derecha, salen con el pie derecho llevando el pañuelo con la mano derecha y agitándolo en señal de despedida. En el primer tiempo el caballero puede elevar el pañuelo sobre la cabeza de la dama. En el cuarto tiempo quedan a los lugares opuestos.
Media Vuelta: (8 pasos) con pañuelo, yendo al centro.
Arrestos: ocho pasos con pañuelo, como en el segundo tramo.
Media vuelta final: (7 pasos) con pañuelo cambiando lugares y yendo al centro.
Segunda: igual a la primera, se inicia de los lugares opuestos. El asedio del galán se identifica en esta parte y la dama lo acepta al final, bailando ambos más apasionadamente. En el final el caballero corona a la dama colocando delicadamente su pañuelo extendido tomado con ambas manos, por detrás de la cabeza de la dama.

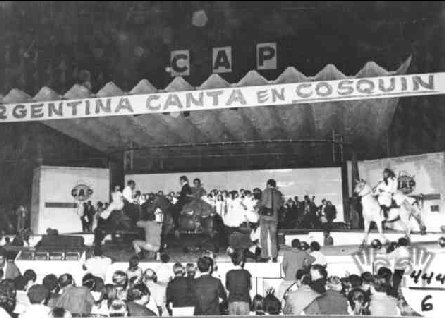
Cosquín, escenario del principal festival de folklore argentino

### Pasos empleados
Simple: formado por 2 movimientos que entran en un compás. Desde la posición inicial se realiza:
1. Desplazamiento lateral con derecho, que apoya con toda la planta del pie y recibe el peso del cuerpo. El desplazamiento se realiza siguiendo la línea curva de la vuelta entera, orientando las puntas de los pies hacia el centro del círculo.
2. Desplazamiento lateral con izquierdo, cruzando por delante del derecho y apoyando toda la planta del pie, al mismo tiempo que recibe el peso del cuerpo. También se puede realizar para el lado contrario.

Con sobre paso: formado por 4 movimientos que entran en un compás y medio. Desde la posición inicial se realiza:
1. Desplazamiento lateral con derecho, que apoya con toda la planta del pie y recibe el peso del cuerpo.
2. Desplazamiento lateral del izquierdo, cruzando por delante del derecho y apoyando con toda la planta del pie, al mismo tiempo que recibe el peso del cuerpo.
3. Desplazamiento lateral del derecho igual al primer movimiento.
4. Desplazamiento lateral del izquierdo que, esta vez, va a colocarse al lado del derecho y apoyando con toda la planta del pie. También puede realizarse del otro lado.

Con punteo: tiene 3 movimientos que entran en medio compás. Desde la posición inicial se realiza:
1. Avance lateral del pie izquierdo por delante del derecho y apoyando con toda la planta del pie al mismo tiempo que recibe el peso del cuerpo (igual al segundo movimiento del paso simple).
2. Golpe con la punta del pie derecho en el lugar en que quedó (detrás del izquierdo).
3. Avance lateral del pie derecho, que apoya con toda la planta y recibe el peso del cuerpo.

En la ejecución de estos 3 pasos, debe tenerse siempre en cuenta que el recorrido tiene forma circular por las figuras que comprende (vuelta entera, media vuelta, etc.), por ello debe tratarse de que en todo momento las puntas de los pies miren hacia el centro del círculo o hacia el compañero.

#### Figuras
- Vuelta entera (8 compases): los bailarines dan la vuelta en 16 pasos, encontrándose en el centro. Los primeros 4 u 8 con pasos caminados, y los demás con paso de Zamba.
- Arresto simple (4 compases).
- Media vuelta (4 compases): en 8 pasos los bailarines cambian de base.
- Arresto doble (8 compases): tradicionalmente consiste en 2 arrestos que se realizan en 16 pasos.
- Media vuelta (4 compases).
- Arresto simple (4 compases).
- Media vuelta final y coronación (4 compases): los bailarines en 8 pasos cambian de base y se encuentran en el centro del cuadro de baile.[5]

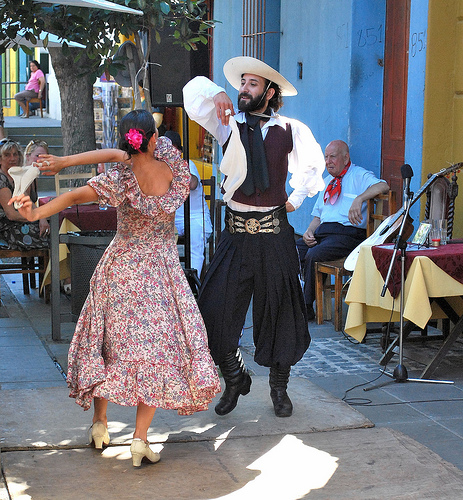
Una pareja bailando zamba en las calles de Buenos Aires.

## Zamba carpera
En Argentina existe una variante de zamba llamada zamba carpera. Cuando hacían calores muy fuertes en el norte, las poblaciones y familias que vivían tierra abajo subían a los montes donde habían temperaturas un poco más aceptables, y como no podían llevar sus viviendas, llevaban carpas, y en las reuniones se tocaba este tipo de zamba, de ahí el nombre zamba carpera
La zamba carpera tiene un ritmo más staccato y ligero que la zamba común, sus sonidos recuerdan a los de la chacarera y, dado que su música suele hacerse con bandoneón, también recuerda al uso de "acordeonas" que se hace en el chamamé.

## Zamba de Vargas
Ésta zamba es de las más recordadas por la importancia histórica. Se la vincula a la Batalla de Pozo de Vargas entre la Montonera Federal acaudillada por el catamarqueño Felipe Varela y los hermanos santiagueños Manuel y Antonino Taboada al frente de  las Fuerzas Liberales que, aunque menor número, fueron los vencedores.

## Zamba alegre
Es una creación criolla que se bailó en la región central del país. De Santiago del Estero, procede la versión que nos da Andrés Chazarreta (1916).
Se baila de una pareja, enfrentados, con pañuelo y con castañetas. Esta danza tiene una particularidad musical, posee dos movimientos , el de zamba y el de gato, alternados 16 compases de zamba, 16 compases  de gato y 12 compases finales de zamba.
Es una danza de galanteo de pareja suelta e independiente.
Fue grabada por los Hermanos Ábalos para RCA Victor, danza ésta, decía Vitillo Abalos, en un principio era instrumental, no tenía letra. Finalmente se decidió escribir una.
Uno de sus versos dice
..." Dentro del pecho tengo
Un bombito muy repiqueteador
Es por demás travieso
Más bien es un potro redomón"...
El verso de gato dice:
... "Mañana cuando me vaya
Quien sabe por donde yo andaré
Vidalas y chacareras
Quien sabe que cosas cantaré"...
Y el estribillo en tiempo de zamba dice:
... "Esta es la zamba alegre
Con bombos legüeros se acunó
Zamba con chacarera
Nacida en la tierra del mistol
Esta es la zamba alegre
Mesmita que el mismo corazón"...

### Zamba Refalosa
La Refalosa es una danza que está vinculada a la Zamacueca, también conocida como "Resfalosa". Fue una danza muy popular en el siglo XIX en Chile luego de que los miembros del ejército de los Andes la llevaran desde la Argentina.

## Algunas de las zambas más conocidas
(en orden alfabético)
- Agitando pañuelos (Hermanos Ábalos)
- Alfonsina y el mar (letra: Félix Luna, música: Ariel Ramírez), 1969
- Al jardín de la República (Virgilio Carmona)
- Aleluya santiagueña (Julio Argentino Jerez)
- Angélica (Roberto Cambaré)
- Añoralgias (Les Luthiers)
- Blanco y azul (cantada por Mercedes Sosa)
- Balderrama (letra: Manuel J. Castilla, música: Gustavo ''Cuchi'' Leguizamón), 1969
- Barro tal vez (Luis Alberto Spinetta), 1982
- Campana de palo (aire de zamba) (María Elena Walsh), 1971
- El Arte de querer (Marcelo Flores)
- El Paraná en una zamba (letra: Jaime Dávalos, música: Ariel Ramírez)
- Guitarrero (letra y música: Carlos Di Fulvio), 1958
- Juan Panadero (letra: Manuel J. Castilla, música: Gustavo ''Cuchi'' Leguizamón
- La 7 de abril (letra: Pitín Salazar)
- La añera (letra: Atahualpa Yupanqui, música: Nabor Córdoba)
- La atardecida (letra: Manuel J. Castilla, música: Eduardo Falú)
- La López Pereyra (Artidorio Cresseri), 1901
- La niñez (Chacho Muller)
- La nochera (letra: Jaime Dávalos, música: Ernesto Cabezas)
- La pobrecita (Atahualpa Yupanqui)
- La pomeña (letra: Manuel J. Castilla, música: Gustavo ''Cuchi'' Leguizamón), 1969
- La Sin Nombre (letra Juan Carlos Cupaiolo, música Tito Romero)
- Lloraré (Gustavo ''Cuchi'' Leguizamón), 1955
- Luna cautiva (letra y música: Chango Rodríguez)
- Luna tucumana (Atahualpa Yupanqui, Pablo del Cerro), 1949[8]
- Mi abuela bailó la zamba (letra: Saúl Cuti Carabajal, música: Carlos Peteco Carabajal)
- Mucho más que amar (Letra y Música: Betiana Dos Santos, Ivan Pacheco), 2011
- Mujer, niña y amiga (Robustiano Figueroa Reyes)
- Paisaje de Catamarca (letra y música: Rodolfo María Polo Giménez), 1950
- Para ir a buscarte (Ariel Petrocelli)
- Pastor de nubes (letra: Manuel J. Castilla, música: Fernando Portal)
- Perfume de Carnaval (Música y Letra: Peteco Carabajal)
- Piedra y camino (letra y música: Atahualpa Yupanqui)
- Que nunca falte una zamba (Letra y Música: Horacio Aguirre, Tomas Campos, P.S.Fleita)
- Rosarito Vera, maestra (letra: Félix Luna, música: Ariel Ramírez), 1970
- Sapo cancionero (letra: [Nico Toledo - Alejandro Flores, de Chile], música: Hugo Jorge Chagra), 1962
- Si Llega a Ser Tucumana (letra: M.A. Pérez y música: Gustavo "Cuchi" Leguizamón)
- Sin Olvido (letra y música: Betiana Dos Santos) 2007
- Tarija de sueños (Huáscar Aparicio)
- Tiempo feliz (cantada por Esther Marisol)
- Un viaje a lo nuestro (letra y música: Betiana Dos Santos, Ivan Pacheco), 2011
- Viene clareando (letra: Atahualpa Yupanqui, música: Segundo Aredes), 1943
- Volveré siempre a San Juan (Ariel Ramírez, Armando Tejada Gómez)
- Zamba azul (letra: Armando Tejada Gómez, música: Tito Francia)
- Zamba chilena
- Zamba colegial (generalmente interpretada por chicos)
- Zamba del carnaval (letra: Manuel J. Castilla, música: Gustavo ''Cuchi'' Leguizamón)
- Zambita de los pobres (Atahualpa Yupanqui)
- Zamba de Las Tolderías (letra: Buenaventura Luna, música: Oscar Valles, F.Portal)
- Zamba de Lozano (letra: Manuel J. Castilla, música: Gustavo ''Cuchi'' Leguizamón)
- Zamba de mi esperanza (Luis H. Morales seudónimo de Luis Profili), 1964
- Zamba de Vargas (tradicional, recopilación de Andrés Chazarreta)
- Zamba del grillo (Atahualpa Yupanqui)
- Zamba del Che (letra y música: Rubén Ortiz)
- Zamba de la Candelaria (letra: Jaime Dávalos. Música: Eduardo Falú)
- Zamba del chaguanco (letra: Antonio Nella Castro, música: Hilda Herrera), 1966
- Zamba para no morir (letra: Hamlet Lima Quintana, música: Norberto J. Ambros y Héctor Alfredo Rosales), 1965
- Zamba para olvidarte (letra: Dr. Quintana, música: Daniel Toro)
- Zamba por vos (letra y música: Alfredo Zitarrosa, de Uruguay).
- Zamba y Acuarela (letra y música: Raly Barrionuevo